# Escarpament Elgeyo
L'escarpament Elgeyo és un escarpament d'una falla format per falles del post-Miocè. L'escarpament és una part de la paret occidental de la Gran Vall del Rift.
En la part nord-oest de Kenya hi ha tres principals zones geogràfiques que s'estenen en paral·lel de nord a sud. Hi ha un altiplà que s'eleva gradualment fins a 3.350 metres sobre el nivell del mar, als Cherangani Hills. La zona intermèdia és l'escarpament Elgeyo, que ràpidament dona pas a la part baixa de la vall de Kerio. La precipitació anual en l'àrea d'escarpament oscil·la entre 100-140 cm.